# Lillsjön (Arbrå socken, Hälsingland)
Lillsjön är en sjö i Bollnäs kommun i Hälsingland och ingår i Norralaåns huvudavrinningsområde. Sjön är 10,2 meter djup, har en yta på 0,133 kvadratkilometer och är belägen 287,7 meter över havet. Sjön avvattnas av vattendraget Stuttjärnsån.

## Delavrinningsområde
Lillsjön ingår i det delavrinningsområde (681851-154093) som SMHI kallar för Utloppet av Grossjön. Medelhöjden är 267 meter över havet och ytan är 8,32 kvadratkilometer. Det finns inga avrinningsområden uppströms utan avrinningsområdet är högsta punkten. Stuttjärnsån som avvattnar avrinningsområdet har biflödesordning 2, vilket innebär att vattnet flödar genom totalt 2 vattendrag innan det når havet efter 37 kilometer. Avrinningsområdet består mestadels av skog (82 procent). Avrinningsområdet har 1,04 kvadratkilometer vattenytor vilket ger det en sjöprocent på 12,5 procent.